# Darko Maletić
Darko Maletić (* 20. Oktober 1980 in Banja Luka, SFR Jugoslawien) ist ein ehemaliger bosnisch-herzegowinischer Fußballspieler. Er bestritt insgesamt 236 Spiele in der österreichischen Bundesliga, der slowenischen Nogometna Liga, der russischen Premjer-Liga, der rumänischen Liga 1, der serbischen SuperLiga, der bosnisch-herzegowinischen Premijer Liga und der kasachischen Premjer-Liga. Im Jahr 2008 gewann er die serbische, im Jahr 2011 die bosnisch-herzegowinische Meisterschaft.

## Karriere
Maletić begann seine Profikarriere bei FK Borac Banja Luka und wechselte anschließend zu SK Rapid Wien. Von 2002 bis 2004 spielte er beim slowenischen Meister Publikum Celje. Danach wechselte er in die erste russische Liga, wo er ein Jahr bei Zenit St. Petersburg und für ein halbes Jahr bei Schinnik Jaroslawl spielte. 2006 unterschrieb er bei Partizan Belgrad.
Im Januar 2009 wechselte Darko Maletić nach Deutschland in die 2. Bundesliga zur TuS Koblenz, wo er einen Vertrag bis 2011 unterschrieb. Dieser endete allerdings durch den Abstieg der TuS Koblenz in der Saison 2009/2010. Maletić bekam keinen neuen Vertrag in Koblenz angeboten. Er wechselte daraufhin nach Bosnien zu FK Borac Banja Luka. Im Juli 2011 wurde der Mittelfeldspieler vom kasachischen Verein FK Aqtöbe verpflichtet.
Nach einigen Jahren in der bosnisch-herzegowinischen Premijer Liga beendete er im Jahr 2016 seine Laufbahn.
Darko Maletić spielte bisher 19 Mal im bosnisch-herzegowinischen Nationalteam.

## Erfolge
- Serbischer Meister: 2008
- Bosnisch-herzegowinischer Meister: 2011